# پل کانر (بازیکن فوتبال)
پل کانر (انگلیسی: Paul Connor؛ زادهٔ ۱۲ ژانویهٔ ۱۹۷۹) بازیکن فوتبال اهل بریتانیا است.
از باشگاه‌هایی که در آن بازی کرده‌است می‌توان به باشگاه فوتبال استوک سیتی، باشگاه فوتبال کمبریج یونایتد، باشگاه فوتبال منزفیلد تاون، باشگاه فوتبال هارتل پول یونایتد، باشگاه فوتبال سوانزی سیتی، باشگاه فوتبال چلتنهام تاون، باشگاه فوتبال گیتزهد، باشگاه فوتبال لینکولن سیتی، باشگاه فوتبال روچدیل، باشگاه فوتبال گینزبورو ترینیتی، باشگاه فوتبال میدلزبرو، و باشگاه فوتبال لیتون اورینت اشاره کرد.